# Euryglossa haematura
Euryglossa haematura är en biart som beskrevs av Cockerell 1911. Euryglossa haematura ingår i släktet Euryglossa och familjen korttungebin. Inga underarter finns listade i Catalogue of Life.